# Попов, Владимир Фёдорович (хоккеист, 1947)
Владимир Фёдорович Попов (род. 21 мая 1947) — советский хоккеист, нападающий.

## Биография
Воспитанник новосибирской «Сибири». Играл за команды СКА Новосибирск (1964/65), «Сибирь» (1964/65, 1967/68 — 1970/71, четыре сезона в чемпионате СССР), «Шахтёр» Прокопьевск (1965/66 — 1966/67, 1971/72 — 1974/75), «Темп» Юрга (1975/76 — 1976/77), «Спартак» Новосибирск (1977/78).